# Lila Morillo
Pour les articles homonymes, voir Morillo (homonymie).
Lila Rosa Morillo Bozo est une chanteuse et actrice vénézuélienne, née à Maracaibo le 14 août 1940.

## Biographie
Lila Morillo est née dans une humble maison. Elle débute dans la chanson dès 1955. En 1963, elle joue dans son premier film, Twist y Crimen, puis dans Isla de Sal de Clemente de la Cerda avec Simon Diaz, Hugo Blanco et Orangel Delfin, puis continue avec le film El reportero avec Amador Bendayan et El poder negro et El Mister Universo Sergio Oliva.

## Sources
- Se habla venezolano
- Editorial Punto cero
- Queremos tanto a Lila. Hernan Carrero
- Lila Morillo, mas viva que nunca. Revistas Estampas, diario El universal. 29-04-2012
- Quince Cajas "El factor Lila" blogspot /2009/05
- Al maestro con cariño, Lila Morillo, vista por Kiera. www.Estampas.com 21-10-2012.
- Lila Morillo, de Maracaibo para el mundo. Diario El universal. 11-07-2013.
- Pagina de la Sociedad de autores y compositores de Venezuela SACVEN. Lila Morillo.